# 习家店镇
习家店镇，是中华人民共和国湖北省十堰市丹江口市下辖的一个乡镇级行政单位。

## 行政区划
习家店镇下辖以下地区：
习家店社区、习家店村、青塘村、板桥村、五龙池村、朱家院村、杏花村、塘寨沟村、李家湾村、行陡坡村、庄子沟村、大柏村、小茯苓村、老君殿村、龙口村、马家院村、茯苓村、陈家湾村、左绞村、丁家院村、下绞村、封沟村、马家沟村、艾河村和卧龙岗果园场。